# Postfahrrad

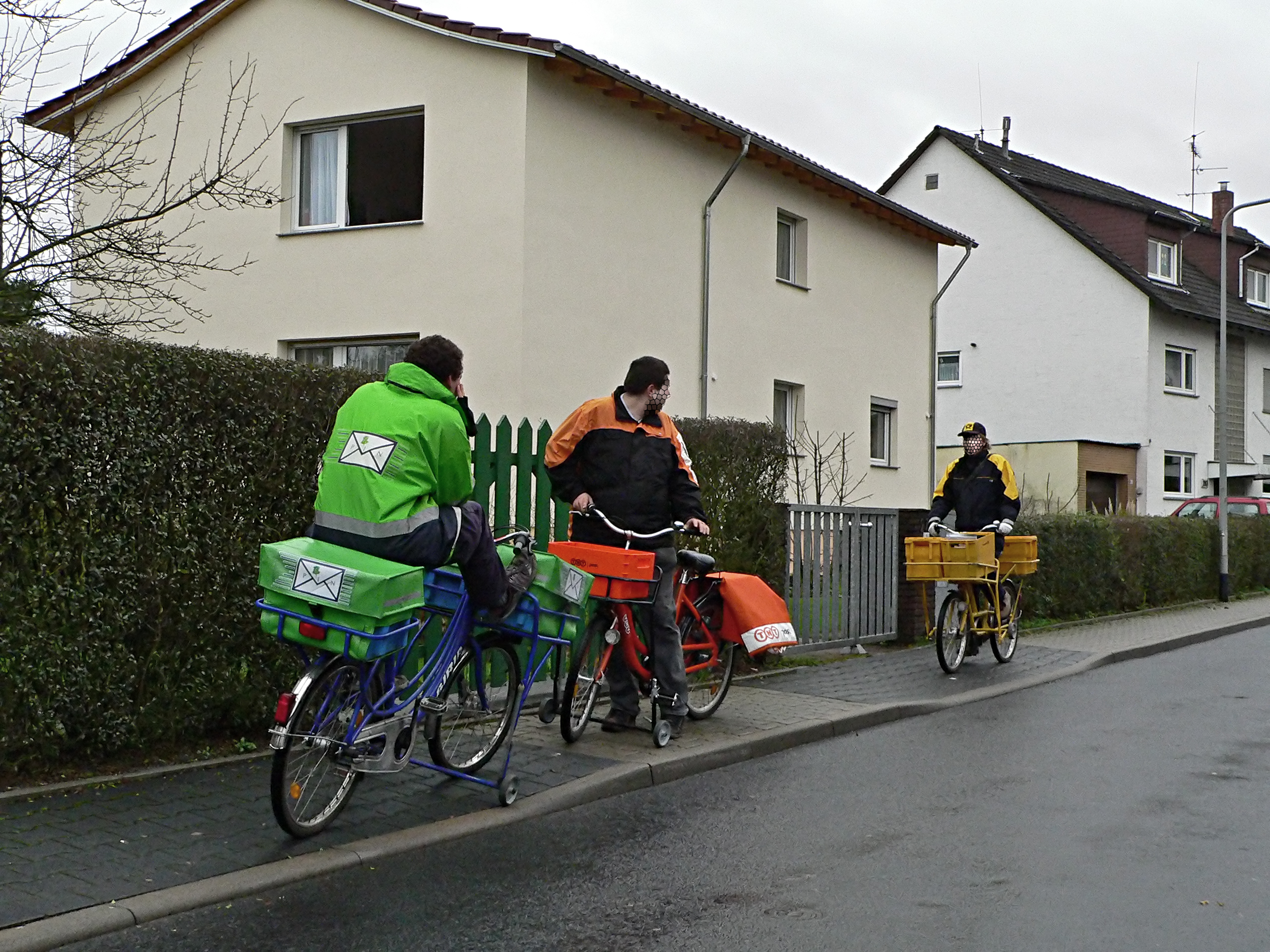
Drei Postzusteller von PIN, TNT und Deutscher Post mit Postfahrrädern, Januar 2007

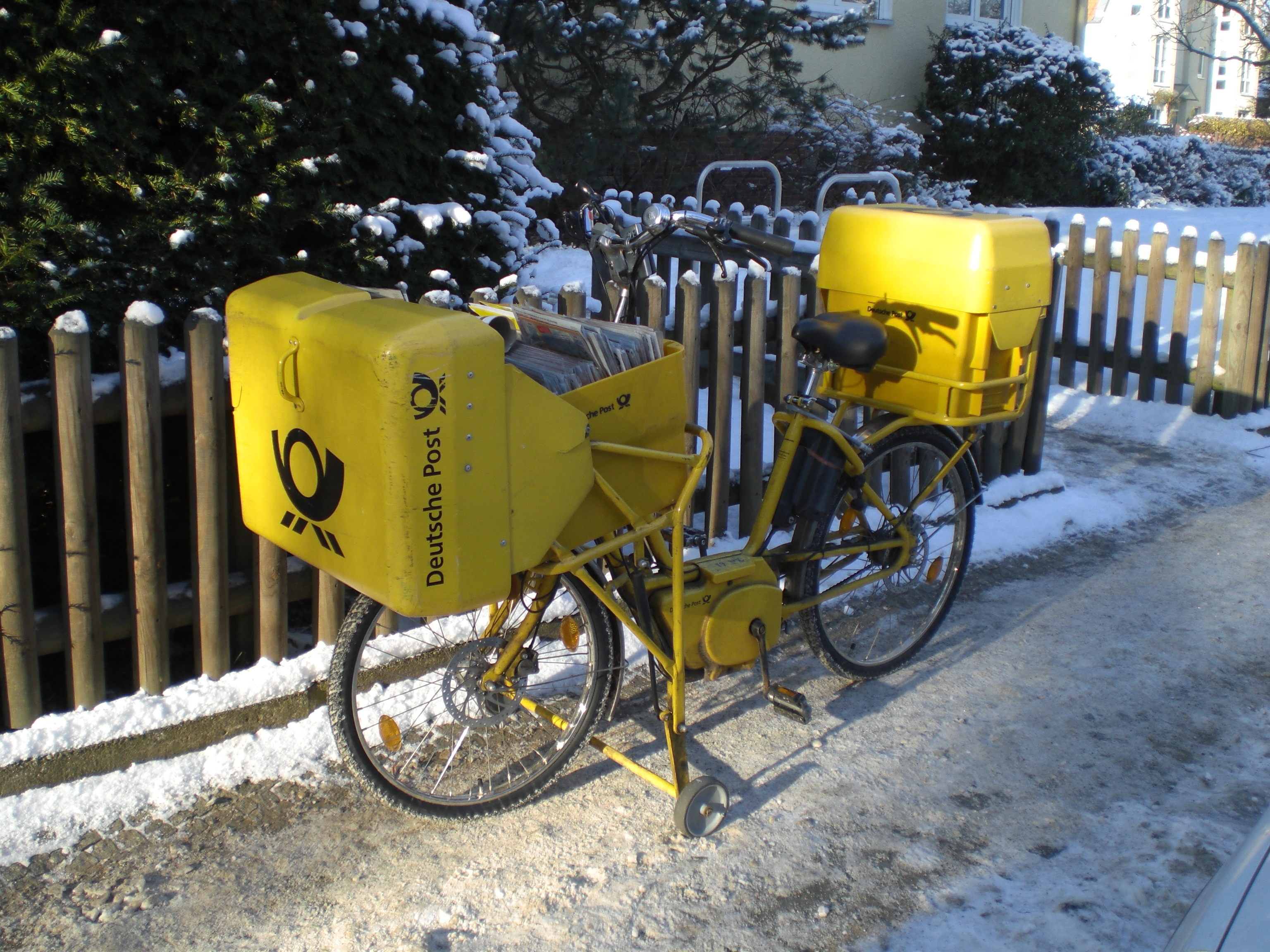
Postfahrrad mit Hilfsmotor und festen Behältern

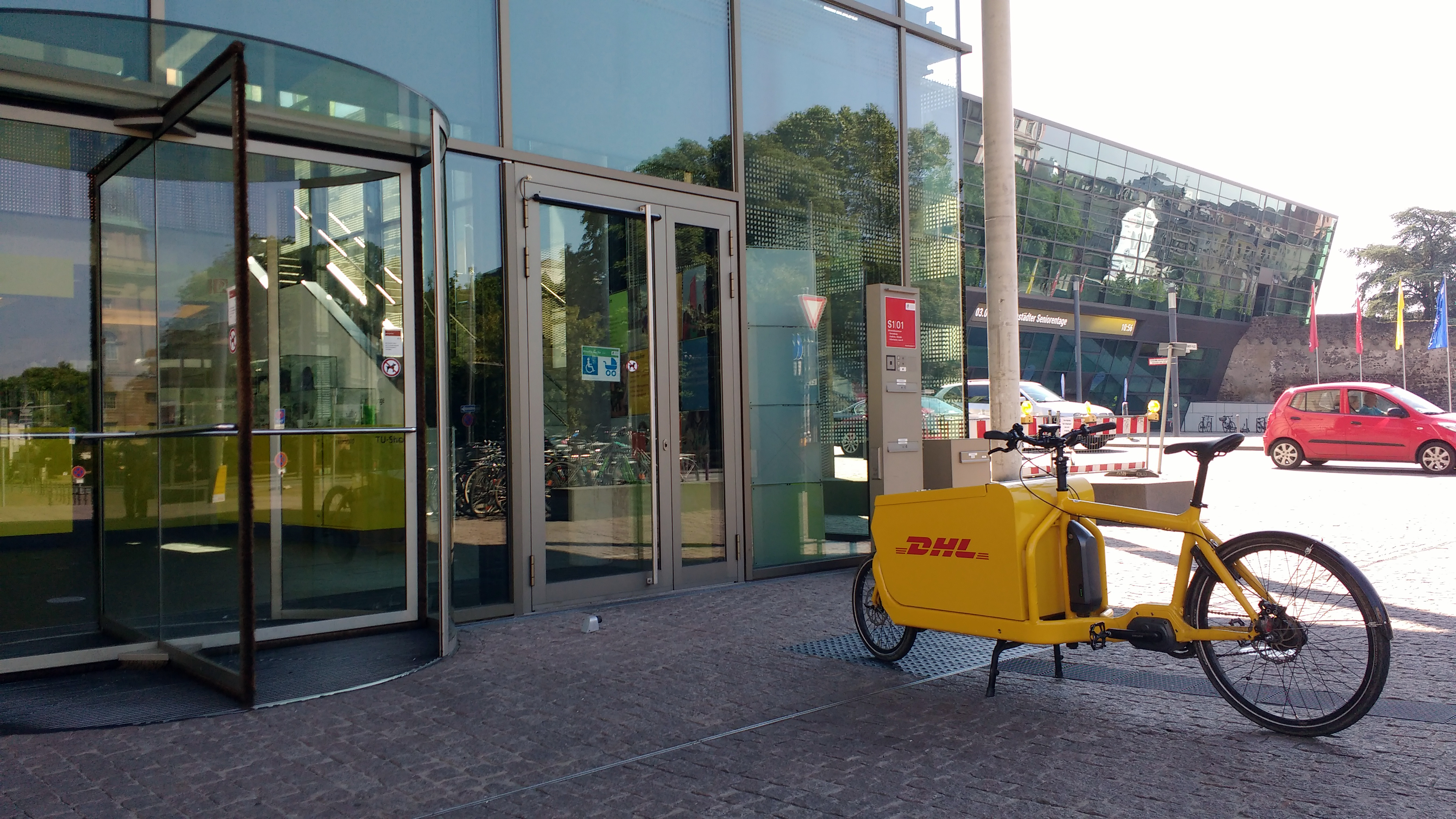
Lastenfahrrad von DHL vor dem Haupteingang der Technischen Universität Darmstadt

Das Postfahrrad, auch Zustellrad, Postrad oder Lastenfahrrad, mit dem Briefträger unterwegs sind, ist das wohl bekannteste Transportrad.

## Geschichte

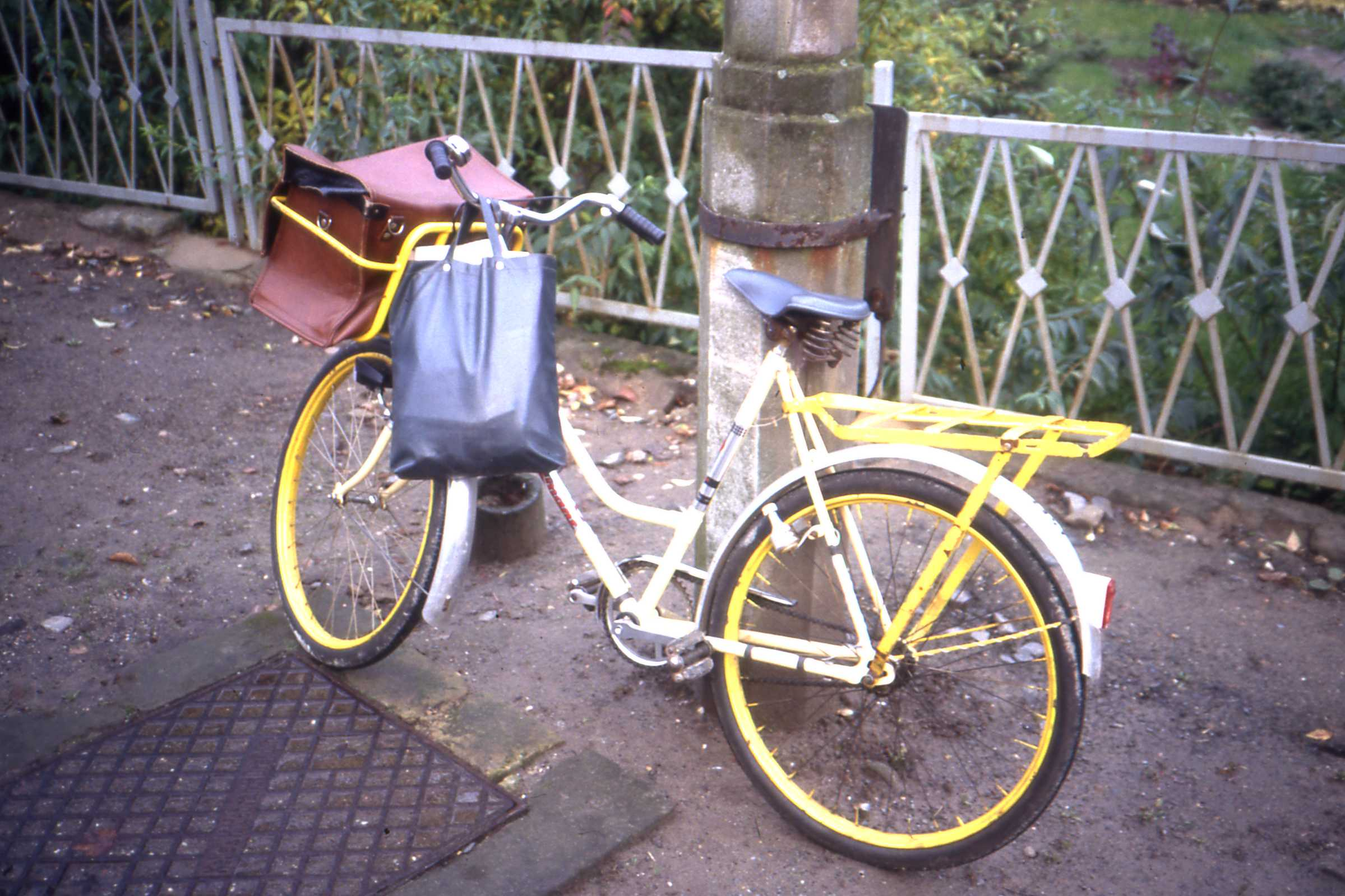
DDR-Postrad

Postfahrräder wurden erstmals 1896 auf der Berliner Gewerbeausstellung vorgestellt. Ab 1898 wurden Dienstfahrräder in größerer Zahl angeschafft. Bei der Deutschen Bundespost wurden sie von Orts-, Land-, Eilzustellern und Briefkastenleerern sowie im Fernmeldeentstörungsdienst verwendet. Heute werden sie vorwiegend für die Zustellung von Briefsendungen eingesetzt, auch Briefkastenleerungen finden stellenweise wieder per Fahrrad statt. Die Deutsche Post AG hatte 2009 über 19.000 Fahrräder im Einsatz, 2023 waren es 29.000 Stück. Seit 2014 gibt es Pilotprojekte für die Zustellung von DHL-Sendungen (hauptsächlich Express) per Fahrrad. Auch andere Paketdienste erproben die Zustellung per Fahrrad. Etliche private Zustellfirmen setzen mittlerweile Postfahrräder ein.

## Ausführung
Der meist in Unternehmensfarbe lackierte Rahmen ist tief geschnitten, um das häufige Auf- und Absteigen zu erleichtern. Es ist meistens ein Rahmen mit einem 26-Zoll-Laufrad hinten und einem 24-Zoll-Laufrad vorn. Die kleinen Laufräder sind mechanisch stabiler als größere Laufräder mit längeren Speichen, zudem werden extra-dicke Speichen mit 2,6 mm Durchmesser verwendet. Der Nachteil der kleineren Hinterräder ist die niedrige Sattelhöhe, die das Fahren insbesondere für langbeinige Menschen erschwert, außerdem ist auch die Lenkerhöhe recht niedrig. Die speziellen Boxen oder Taschen sind hinten und vorn befestigt, sodass die Last möglichst gleichmäßig und wetterfest auf beide Räder verteilt wird. Der stabile breite Vorderradständer hat oft Rollen, so dass das aufgeständerte Fahrrad geschoben werden kann. Häufig sind diese Räder mit einem elektrisch angetriebenen Hilfsmotor zur Unterstützung des Fahrers ausgestattet. Insbesondere die Deutsche Post AG setzt Fahrräder mit Tretunterstützung ein.

## Hersteller und Lieferanten
Die Deutsche Post AG wurde und wird unter anderem beliefert von:
- 1993 bis 2006 Biria-Sachsen Zweirad GmbH
- 2006 bis 2011: MIFA Mitteldeutsche Fahrradwerke
- seit 2011: Epple

## Situation in anderen Ländern
Die britische Royal Mail nutzte bis 2010 Postfahrräder. Seitdem wurden diese durch Autos und Trolleys ersetzt, um den gestiegenen Mengen gerecht zu werden, da Pakete und Briefe zusammen zugestellt werden.
In den USA erprobt USPS Fahrräder mit elektrischem Hilfsmotor zu Briefzustellung. Im Jahr 2024 werden 51 Zustellrouten in den USA mit Postfahrrädern bedient.
In Japan werden Postfahrräder zunehmen durch Motorroller ersetzt. 

## Postfahrrad in der Philatelie

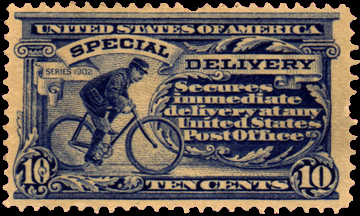
Briefmarke aus den USA von 1902. Hier jedoch ein Kurierfahrer für eilige Sendungen.
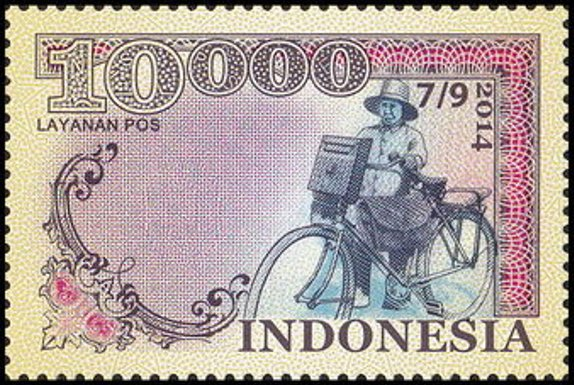
Indonesische Briefmarke mit Briefträger auf Postfahrrad von 2014
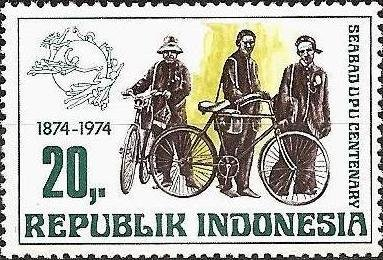
Indonesische Briefmarke von 1974 zum Jubiläum des Weltpostvereins